# Sarah Mangione
Sarah Mangione (* 18. Mai 1990 in Wolfsburg) ist eine deutsch-italienische Schauspielerin, Fernsehmoderatorin und Synchronsprecherin.

## Werdegang
Sarah Mangione kam 1990 im Wolfsburger Ortsteil Hattorf als jüngstes von insgesamt drei Kindern zur Welt. Durch ihren sizilianischen Vater und ihre deutsche Mutter hat sie die italienische wie deutsche Staatsangehörigkeit.
Nach dem Schulabschluss absolvierte sie drei Jahre eine Ausbildung als Verfahrensmechanikerin (FR Kunststoff & Kautschuk) und arbeitete mehrere Jahre für die Volkswagen AG in Wolfsburg.
Durch die Arbeit ihrer Mutter am Scharoun-Theater Wolfsburg hatte Mangione früh Kontakt mit der Schauspielerei. 2015 brachte sie ein nebenberufliches Praktikum als Redakteurin und Moderatorin beim Wolfsburger Onlinesender „Wob Stories“ vor die Kamera. Im gleichen Jahr kündigte sie bei VW und zog nach Köln, um als Jungredakteurin beim TV-Produktionsunternehmen Brainpool zu arbeiten.
Mangione war u. a. als Backstage-Moderatorin von Sendungen wie Schlag den Star und dem Eurovision-Song-Contest-Vorentscheid zu sehen. Als Reporterin arbeitete sie bei den Produktionen Luke! Die Woche und ich und Elton! Gemeinsam mit Aaron Troschke erhielt sie 2016 mit WOW of the Week ihr erstes eigenes Format beim Sender RTL II. Im Jahr 2018 wurde sie gemeinsam mit Lutz van der Horst und Daniel Boschmann Moderatorin des Formats Hotel Herzklopfen beim Sender Sat.1. Bis Mitte 2018 hatte sie einen eigenen YouTube-Channel. Im RTL Serien-Format Herz über Kopf spielte sie in insgesamt 113 Folgen die 27-jährige Sonja Richter. Die Serie lief von August 2019 bis Februar 2020.
2022 nahm sie an der 15. Staffel von Let’s Dance teil und belegte dort mit ihrem Tanzpartner Vadim Garbuzov den 5. Platz.

## Schauspiel und Moderation

### Schauspiel
- 2016: Gute Arbeit Originals, YouTube
- 2017: Unter Uns, RTL
- 2017: Ponyhof,[10] TNT Comedy
- 2018: Die Comedy Show,[11] ProSieben
- 2018: Heldt, ZDF (EHR)
- 2019: Unit.Y, YouTube (HR)
- 2019: Flames, Kino (HR)
- 2019: Verstehen Sie Spaß?, Das Erste
- 2019–2020: Herz über Kopf, RTL (HR)
- 2021: Nihat – Alles auf Anfang (Miniserie)

### Sprechertätigkeiten
- 2018: Ich wurde vergewaltigt, Das Erste
- 2020: Callboy, Hörspiel FEYO
- 2020: Pollution Police, Kinderhörspiel

### Moderation
- 2016: Wow of the Week, RTL II
- 2017: Elton!, KiKA (Außenreporterin)
- 2017: 25 Jahre Die Prinzen, VOX (Doku)
- 2018: Hotel Herzklopfen, Sat1
- 2018: Auf Uns! Wir feiern die Frauen, sixx
- 2018: Auf Uns! Wir feiern die Männer, sixx

### Shows
- 2022: Let’s Dance[12]

### Internet
- 2016: Moderation von YouTube-Clips für die dm-Eigenmarke balea
- 2016: Moderation „Schlag den Raab“ – Backstage, Brainpool TV
- 2016: Moderation Eurovision Song Contest – Vorentscheid, Brainpool TV
- 2017: Moderationen für „awesomenesstv Deutschland“
- 2017: Moderation „Wahlgemeinschaft“, funk
- 2017: Moderation „I challenge you“, Aktion Mensch
- 2017–2018: Moderation „Eine Welt Studio“, Wettbewerb des Bundesministeriums für wirtschaftliche Zusammenarbeit und Entwicklung
- 2018: Moderation Luke! Die Woche und ich – Backstage,  Brainpool TV
- 2018: Moderation Schlag den Star – Backstage,  Brainpool TV
- 2020: Moderation „The Next Level meets FIFA 21 by EA Sports“